# Majken Johansson (konstnär)
Majken Evelina Eklund-Johansson, född Eklund 4 december 1917 i Göteborg, död 12 maj 2006 i Rydaholm, var en svensk målare.
Hon var dotter till Edvin och Maria Kristina Eklund och från 1942 gift med Calle Johansson. Hon studerade vid Slöjdföreningens skola i Göteborg 1932–1935 och under studieresor till Danmark, Frankrike och Schweiz. Hon medverkade i samlingsutställningar i Småland och i Nutida småländsk konst. Hennes konst består av stilleben, porträtt, figurer och landskapsmålningar i olja, pastell, akvarell samt batikarbeten. 